# 中村又蔵
中村又蔵（なかむら またぞう、2代目、1933年6月4日 - 2017年3月7日）は、歌舞伎俳優。

## 来歴
東京市出身。本名・伊藤進。俳名は伊藤公貴、ペンネームは田口大蔵。上智大学文学部独文科に学び、演劇部で活動、一学年下に井上ひさしがいた。在学中に坂東三津五郎 (8代目)の知遇を得て、義弟にあたる中村又五郎 (2代目)に入門する。1961年、又五郎について東宝入りし、本名の伊藤進で、62年「義経千本桜」で初舞台、64年東宝の「国性爺合戦」の虎の役で菊田一夫奨励賞を受賞、67年国立劇場『佐倉義民伝』で二代目中村又蔵を襲名、名題昇進する。国立劇場歌舞伎俳優養成課で研修生の指導に当たる。75年松竹に復帰。英語、ドイツ語が堪能で、1978年ハワイ大学演劇部の学生に稽古をつけ、82年には国際交流基金の依頼でミュンヘン大学で歌舞伎を教える。歌舞伎に関する著書（英語、ドイツ語）がある。屋号は播磨屋。
妻はバレエ講師の花木登久子、長男は観世流能楽師の伊藤嘉章。

## 著書
- 『知らざあ言って聞かせやしょう：歌舞伎界でんがく返し』日本テレビ放送網、1988年6月。ISBN 4-8203-8810-X。
  - Kabuki, backstage, onstage : an actor's life (英語). Translated by Mark Oshima (1st ed.). Kodansha International. 1990. ISBN 4-7700-1485-6。
  - Kabuki az öltözőben és a színpadon : Egy kabukiszínész élete (ハンガリー語). Fábri Péter, Duró Győző. Gondolat. 1992. ISBN 963-282653-1。
- 『花道六方やぶにらみ：マタやんの、肩のこらない「歌舞伎」入門』日本テレビ放送網、1989年12月。ISBN 4-8203-8942-4。
- 『歌舞伎通になる本：はじめての人からマニアまで役者が書いた観どころ知りどころ』葛田一雄、オーエス出版、1996年2月。ISBN 4-87190-710-4。